# Pitcairnovo Otočje
Pitcairnovo Otočje (engl. Pitcairn, hrv. Pitkairn) je otočje (otočna skupina) u Tihomu oceanu, posljednja kolonija Ujedinjenoga Kraljevstva u tom području. Skupinu čine četiri vulkanska otoka 2200 kilometara udaljenih od Tahitija, od kojih je samo jedan nastanjen, otok Pitcairn (4,6 km²), ostali su: Oeno (5,1 km²), Henderson (31,1 km²) i Ducie (3,8 km²; s lagunom 4,4). 

## Povijest
Nakon pobune na brodu Bounty, pobunjenici su se naselili na otoku Pitcairn pod vodstvom Fletchera Christiana, nakon što su sa sobom poveli grupu domorodaca s Tahitija (muškarci: Taroamiva, Uhuu, Minarii, Teimua, Niau i Tararo; i žene Mauatua (Maimiti, engleski nazvana Isabella; pratilja i žena Fletchera Christiana, Teraura (pratilja Edwarda Younga), Tevarua (pratilja Matthewa Quintala), Teio (pratilja Williama McCoya), Tehuteatuaonoa (pratilja Isaaca Martina), Toowhaiti (u pratnji s Tararo), Vahineatua (pratilja Johna Millsa), Fahoutu (pratilja Johna Williamsa), Tetuahitea (pratilja Williama Browna), Mareva (u pratnji s Manarii, Teimua, i Niau), Tinafoonia (u pratnji s Titahiti i Oha), Obuarei (pratilja Johna Adamsa) i beba Sarah). 
Od pobunjenika koji su 23. siječnja 1790. došli na Pitcairn bili su Fletcher Christian, Edward Young, John Mills, William Brown, Isaac Martin, William McCoy, Matthew Quintal, John Williams i John Adams (poznat i kao Alexander Smith). Prema Johnu Adamsu nazvan je i današnji glavni grad Adamstown. Njihovi potomci i danas žive na Pitcairnu.

## Vanjske poveznice
- The Saga Of Hms Bounty And Pitcairn Island  Arhivirana inačica izvorne stranice od 19. travnja 2008. (Wayback Machine)
- The Bounty, Pitcairn Island, and Fletcher Christian's Descendants